# Włodzimierz Sierzputowski

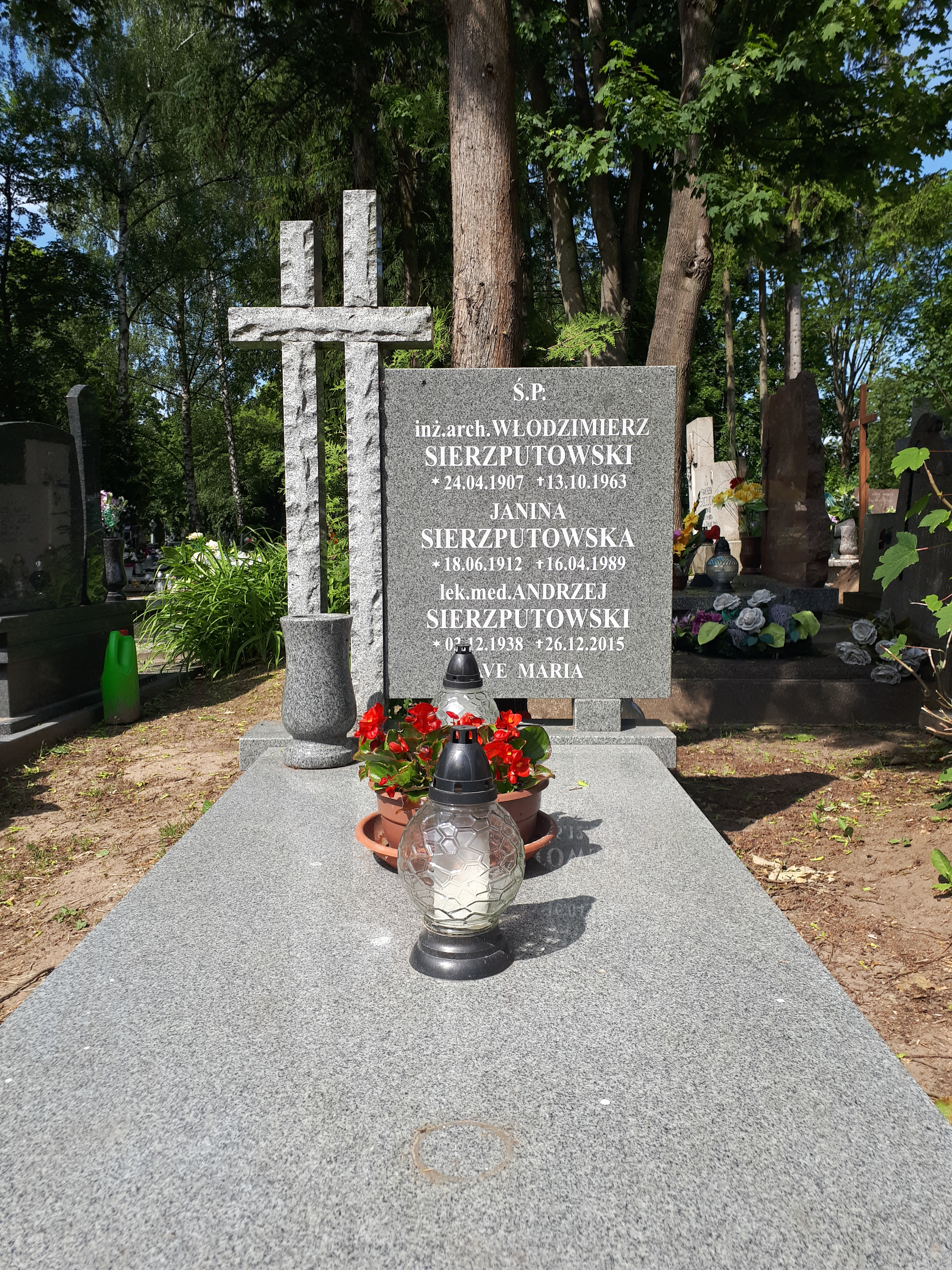
Grób Włodzimierza Sierzputowskiego

Włodzimierz Wojciech Józef Sierzputowski (ur. 24 kwietnia 1907 w Tallinnie, Estonia, zm. 13 października 1963 w Elblągu) – polski architekt, konserwator zabytków.

## Życiorys
W 1936 ukończył studia na Wydziale Architektury Politechniki Warszawskiej, został członkiem Oddziału Warszawskiego Stowarzyszenia Architektów Polskich. Po uzyskaniu dyplomu magistra inżyniera architektury rozpoczął pracę jako projektant w warszawskiej Dyrekcji Generalnej Państwowego Monopolu Spirytusowego w Warszawie. Okres okupacji niemieckiej spędził w Krakowie. W 1946 został skierowany do Elbląga, gdzie powierzono mu stanowisko kierownika Inspekcji Budowlanej Zarządu Miejskiego, od 1948 był delegatem Konserwatora Wojewódzkiego w Gdańsku na miasto i powiat Elbląg oraz projektodawcą i inspektorem w Pracowni Konserwacji Zabytków. Pełniąc funkcję elbląskiego konserwatora zabytków, był zaangażowany w ratowanie obiektów architektonicznych w mieście. Dzięki zaangażowaniu społecznemu przejął i skatalogował bezcenne klisze fotograficzne, które przedstawiały zabudowę Starego Miasta, a nawet poszczególnych kamienic. Zaprojektował i nadzorował odbudowę kościoła św. Mikołaja, opracował zabezpieczenie ruin kościoła dominikańskiego i szpitala św. Ducha. W 1947 wspólnie K. Czarnockim, J. Mazarskim i J. Leńcem zorganizował wystawę historyczną, która dała początek otworzonemu w 1954 Muzeum Miejskiemu. Wnioskował o zabezpieczenie ruin i fasad uszkodzonych staromiejskich kamienic, a także opracował plany odbudowy zabudowy ulicy Wigilijnej. Nie udało mu się uchronić przez rozbiórką większej części Starego Miasta, której burzenie zakończono w 1960. Zabezpieczył i przekazał do Muzeum Miejskiego zbiór negatywów szklanych dawnego Elbląga i okolic, przejął od robotników i przekazał do muzeum odkryty w skrytce w hali dawnego „Zamechu” sztandar hołdowniczy miasta Elbląga dla ostatniego króla Rzeczypospolitej Stanisława Augusta Poniatowskiego. Według jego projektu przebudowano dawną szkołę przy ulicy Gwiezdnej na dom towarowy. W 1957 był współzałożycielem, a następnie prezesem elbląskiego Oddziału Polskiego Towarzystwa Historycznego. Zainicjował stworzenie Komitetu Redakcyjnego Rocznika Elbląskiego.
Pochowany na Cmentarzu Komunalnym Agrykola w Elblągu.

## Publikacje
- Układ przestrzenny Elbląga w świetle historii, „Ochrona Zabytków” 1955, nr 2.
- Stan i odbudowa zabytków Elbląga w latach 1945–1960, „Rocznik Elbląski” 1961, t. 1.